# Krulmosschijfje
Het krulmosschijfje (Lamprospora carbonicola) is een schimmel behorend tot de familie Pyronemataceae. Het leeft op het gewoon krulmos (Funaria hygrometrica). Met name op brandplekken, ook op kale humeuze grond en verterende resten van planten.

## Kenmerken
Parafysen zijn septaat, oranje, licht verdikt aan de top, 7 tot 8 µm dik, enkelvoudig of gedeeld aan de basis. De ascosporen zijn wit, glad, perfect bolvormig, in een enkele dikke olieachtige druppel en meten 13 tot 15 µm in diameter.

## Verspreiding
In Nederland komt het zeer zeldzaam voor. Het staat op de rode lijst in de categorie 'Kwetsbaar'.